# Ozero Gor'koye (saltsjö i Kazakstan, lat 54,65, long 66,96)
Ozero Gor'koye är en saltsjö i Kazakstan. Den ligger i den norra delen av landet, 500 km nordväst om huvudstaden Astana. Arean är 1,8 kvadratkilometer.